# Salinas River
Der Salinas River ist ein 288 Kilometer langer Fluss im US-Bundesstaat Kalifornien, der im Santa-Lucia-Gebirge entspringt und nach einem nordwestlichen Verlauf nahe Salinas in der Monterey Bay in den Pazifischen Ozean mündet. Sein Einzugsgebiet umfasst 10.983 Quadratkilometer in den südlichen kalifornischen Küstengebirgen.
Bis weit in das 19. Jahrhundert waren die Berge und auch das Kalifornische Längstal nicht näher erkundet und der Salinas River wurde in einer Vielzahl von Landkarten mit dem legendären und real nicht existierenden Buenaventura River identifiziert, der aus den Rocky Mountains über die Sierra Nevada in den Pazifik fließen sollte. Dies wurde erst nach den Erkundungen Jedediah Smiths 1827–29 als unwahrscheinlich und mit der Vermessungsexpedition John Charles Frémonts 1844 als unmöglich erkannt.

## Verlauf
Der Fluss entspringt auf einer Höhe von 671 Meter über dem Meer im San Luis Obispo County im Los Padre National Forest, einem Nationalforst. Die wesentlichen Zuflüsse sind der Estrella River, der Nacamiento River, der San Antonio River, der San Lorenzo Creek und der Arroyo Secco River. Sein Tal liegt zwischen den Santa Lucia Mountains im Südwesten, der Diablo Range im Osten und der Temblor Range im Südosten.
Ab Atascadero verläuft der U.S. Highway 101 parallel zum Fluss. Oberhalb von King City öffnet sich der Flusslauf zum Salinas Valley, es ist das bedeutendste Anbaugebiet für verschiedene Gemüsesorten, insbesondere Kopfsalate und Artischocken der Vereinigten Staaten.

## Geologie
Der Oberlauf des Salinas River liegt in einer Zone des Kalifornischen Küstengebirges, die durch kleinteilige Verwerfungen und Faltungen geprägt ist.  Das Umfeld ist durch eine Synklinale in nordöstlicher Richtung geprägt, der der Flusslauf folgt. Die Struktur ist durch plattentektonische Vorgänge entstanden, die Nordamerikanische Platte verschiebt sich südwärts gegen die Pazifische Platte, insbesondere in der San-Andreas-Verwerfung. Der Teil des Küstengebirges, in dem der Salinas River verläuft, liegt westlich der Verwerfung und damit auf einem Teil, der der Pazifischen Platte zuzurechnen ist. Ursprünglich ist das Gestein des Gebirges rund 600 Kilometer südlich entstanden und wurde über rund 80 Millionen Jahre in die heutige Lage transportiert. Geologisch handelt es sich um Gesteine des Franciscan-Komplex, einer Tektonischen Mélange, die von Südkalifornien bis Oregon verbreitet ist.
Das Salinas Valley des Unterlaufs liegt in der hier großflächig verlaufenden Synklinale und wurde vom Fluss selbst oder seinen Vorläufern mit Sedimenten aufgefüllt.

## Geschichte und Zustand
Ursprünglich waren die Küstenberge in Zentralkalifornien von Indianervölkern bewohnt. Der Großteil des Salinas Valley war Lebensraum der Salinas,  die Esselen lebten auf der Südwestseite nahe der Mündung, die Ohlone (auch als Coastanoan bezeichnet) in den Bergen nördlich der Mündung und entlang der Küste. Sie alle lebten überwiegend vom Fischfang und dem Sammeln von Muscheln. Eicheln wurden als Kohlenhydratlieferanten genutzt. Daneben stand die Jagd auf Kleinsäuger sowie Gabelbock, Weißwedelhirsch und Wapiti in den Talebenen. Dazu brannten sie die Vegetation in der Talniederung und an den unteren Hängen in unregelmäßigen Abständen ab, um die Verbuschung und Bewaldung gegenüber der für die Huftierherden bevorzugten Grasland-Vegetation zurückzudrängen.
Die ersten Weißen waren Rancher. Bereits um 1860 gab es im Salinas Valley mit etwa 70.000 Rindern die gleiche Zahl wie heute. Nach einer kurzzeitigen Dürre um 1870 brachen die Nutzungsmöglichkeiten jedoch zusammen und der Bewässerungsfeldbau wurde in den folgenden Jahrzehnten entwickelt und ausgebaut. Bergbau spielte im Tal des Salinas nie eine größere Rolle, es gab im 19. Jahrhundert kleine und nur kurzzeitig ergiebige Gold- und Quecksilber-Minen. Erdöl wird bei San Ardo im oberen Salinas Valley gefördert.
Seit 1874 gab es kleinere Stauseen und Kanäle am Salinas River, am Fluss selbst gibt es heute nur einen kleinen Stausee, den 1914 angelegten Santa Margarita Lake am Oberlauf nahe der Mündung. Er versorgt San Luis Obispo mit Trinkwasser. Die beiden Zuflüsse des Salinas River, Nacamiente River und San Antonio River, werden allerdings großflächig aufgestaut.
Der Oberlauf des Salinas Rivers und mehrere seiner Zuflüsse sind der größte Lebensraum für die Wanderform der Regenbogenforelle in Süd- und Zentralkalifornien. Durch Eingriffe in den Fluss ist ihre Fortpflanzung bedroht, weshalb Bestandsforschung und Schutzmaßnahmen am Salinas River begonnen wurden. 
Die Nutzung von Grundwasser steht heute im Vordergrund der landwirtschaftlichen Bewässerung. Der Salinas River selbst bringt nur einen Bruchteil der benötigten Wassermengen. Dabei wurde der Aquifer seit Mitte des 20. Jahrhunderts übernutzt, seit Ende des Jahrhunderts dringt Salzwasser vom Pazifik in den Grundwasserleiter ein, daher muss die Nutzung seither deutlich genauer kontrolliert und gesteuert werden. Die Abflussmengen des Salinas Rivers werden daher durch die Bewässerungssysteme kontrolliert und bei der Steuerung liegt die Priorität auf der Grundwasserneubildung, so dass nur überschüssige Wassermengen im Fluss verbleiben. Aufgrund der starken Nutzung für die Bewässerung landwirtschaftlicher Flächen trägt der Fluss heute wesentlich mehr Salze und Nährstoffe als im natürlichen Zustand.